# MS Amorella
Az MS Amorella tengerjáró komphajó, melyet a finn Viking Line hajóstársaság működtet Turku, Mariehamn és Stockholm között.

## Története
1986-ban a Viking Line elődje, az SF Line rendelte meg ezt a hajót. Bár a jugoszláviai (ma horvátországi) Brodogradiliste Split hajókészítő dokkban készítették el, a finn állam is felajánlotta a támogatását, ha a hajó Finnországban épül meg. Ez egy bevett gyakorlat volt akkoriban, hogy így támogassák a finn munkaerőipart, de az SF Line végül úgy döntött, hogy Horvátországban építteti meg a hajót. Eredetileg 1988 márciusára kellett volna elkészülnie, de végül csak szeptemberre készült el.
Az 1997-es, 1998-as és a 2002-es rövid időszakokat leszámítva, az Amorella mindig is a Turku–Mariehamn–Stockholm útvonalon közlekedett, ezzel a leghosszabb ideig ezen a szakaszon hajóvá válva.
1993-ban Stockholm közelében zátonyra futott, végül saját erejéből képes volt kiszabadulni onnan, de a hajófenék megsérült. A tank a vízbe engedte az üzemanyagot. Folytatta az útját Stockholmba, majd az utasok és a rakomány leadása után Naantaliba hajózott, hogy kijavítsák a sérülését. 1995-ben és 2001-ben is tűz pusztított a hajón, az egyik kabinban. 2005-ben az egyik parkoló autó gyulladt ki.

## Szintjei

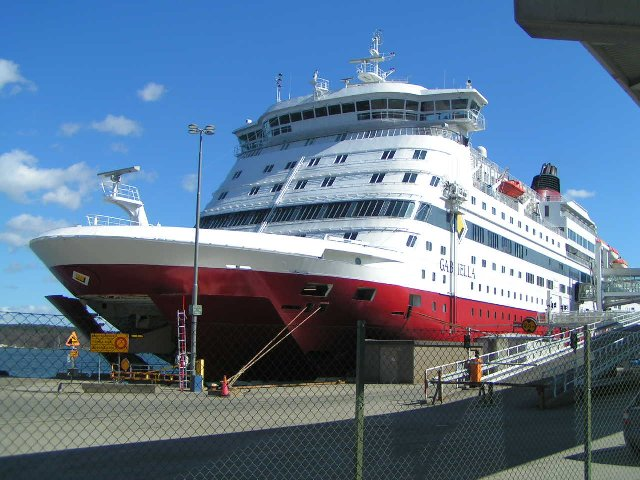
Az egyik testvérhajója, az MS Gabriella

1 – Gépház
2 – C osztályú és fapados kabinok
3 – Kocsiszint
4 – Kocsiszint
5 – Kocsiszint, A és B osztályú kabinok
6 – Szauna, úszómedence, A és B osztályú kabinok
7 – Sea Side Café, internet, kinti napozóágyak, gyerekvigyázó, információs pult, vámmentes bolt, szépségbolt, B osztályú kabinok, személyzeti szállások
8 – Viking büfé, éttermek, konferenciatermek, kaszinó
9 – Diszkó, luxuskabinok, személyzeti szállások, napozó
10 – Konferenciatermek, diszkó, személyzeti szállások
11 – Személyzeti szállások, napozó
12 – Hajóhíd

## Külső hivatkozások
- Adatok az MS Amorelláról (svédül) Archiválva 2012. augusztus 2-i dátummal az Archive.is-en
- A Viking Line honlapja